# Grillkorv

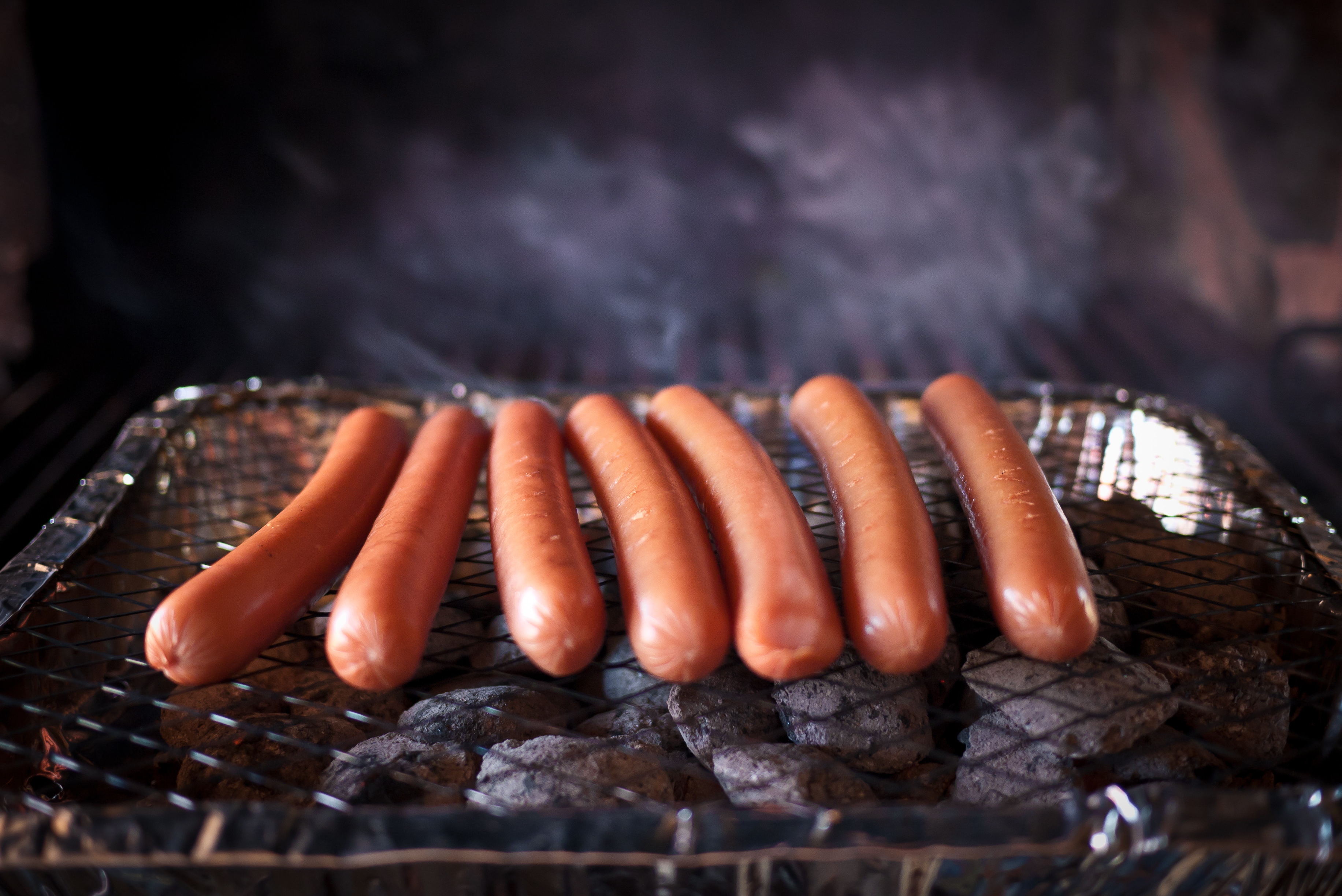
Grillkorvar.

Grillkorv är en typ av korv som är avsedd att grillas eller stekas. Den serveras ofta som korv med bröd. Grillkorv kan ingå i matsäcken vid utflykter, där den ibland grillas över öppen eld. Även korvbrödet kan grillas lätt.

## Grillkorv i Sverige
Den traditionella svenska grillkorven har en mild smak.

### Historia
Från början gjorde grillkorven entré via lokala konditorier, som under 1950-talet i allt ökande omfattning breddade sitt sortiment med ett grillbord. Grillbordet på konditorierna gav även upphov till en variant av korv som är populär i Mellannorrland, den grillade kluvna korven. Den varianten av tillagning uppstod i Sveg, från början som ett sätt för konditorn att kunna stapla de runda korvarna vid grillbordet, men anrättningen blev sedan populär för sin smak. Den grillade kluvna korven spred sig via den bilburna vinterturismen från Sveg till bland annat Ljusdal och Hudiksvall, och rätten serveras fortfarande. Efter konditorigrillen, introducerades i slutet av 1950-talet och början av 1960-talet den fristående och permanent placerade korvkiosken, som blev den gängse försäljningskanalen. Numer säljs grillkorven i ökande utsträckning på bensinstationer. Där grillas den vanligen i elgrill. I dagligvaruhandeln säljs grillkorvar i kyldisken. Snabbmatskedjan Sibylla började enligt egen utsago att tillverka grillkorv 1949. Scan introducerade sin grillkorv Hot Dogs 1965, med inspiration från USA.

## I Norge och Danmark

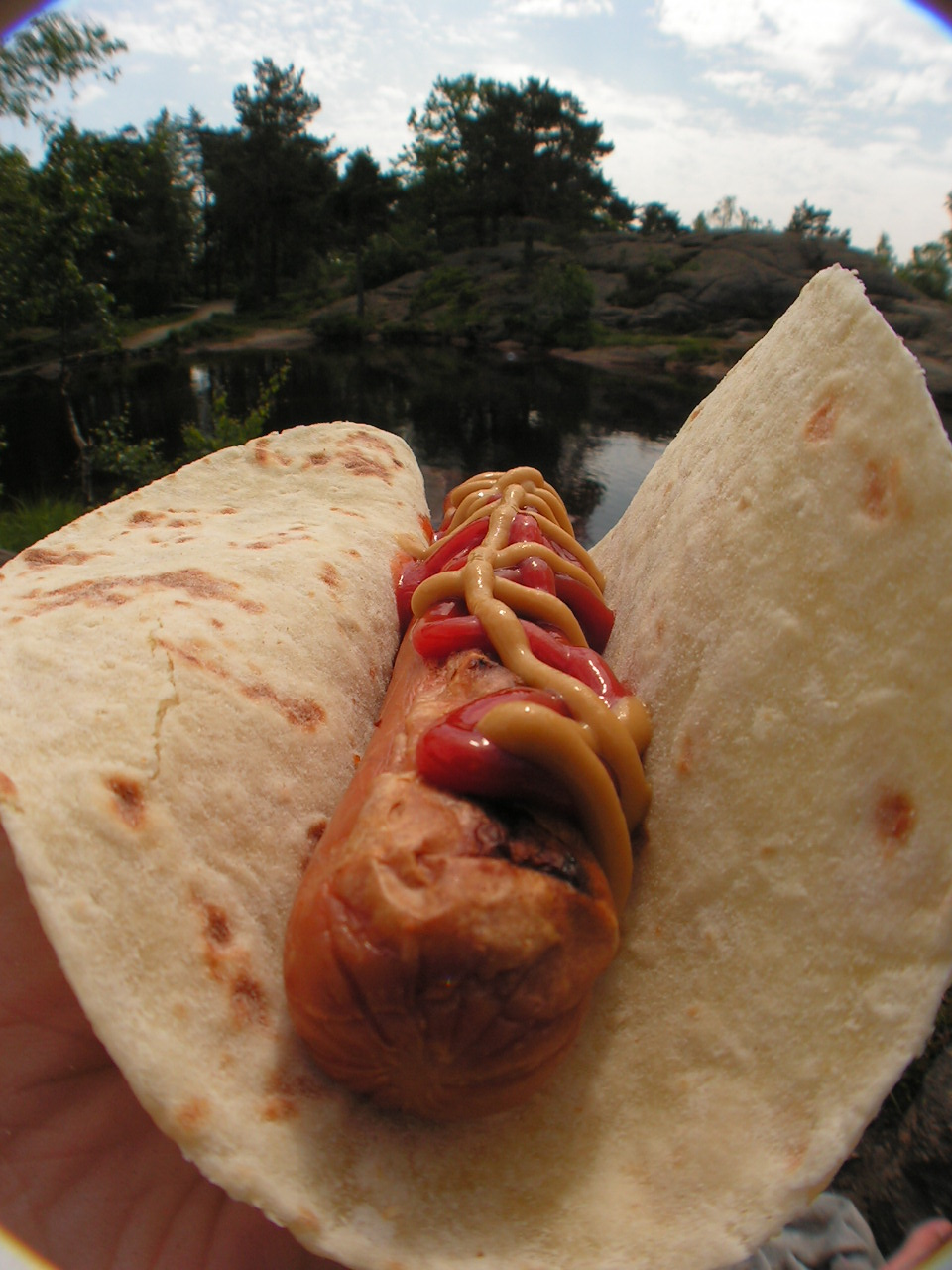
Pølse med ketchup och senap i lompe.

Grillkorv i Norge och Danmark kallas grillpølse.
I Norge blev grillpølse en del av korvsortimentet under 1960-talet. Den var i första hand ett komplement till grillkioskernas wienerkorv. Grillpølse serveras ofta i korvbröd eller lompe.